# Алексанян, Алексан Агабекович
Алексан Агабекович Алексанян — советский государственный деятель, депутат Верховного Совета СССР 1-го созыва.

## Биография
Алексан Агабекович Алексанян родился в Александрополе (ныне Гюмри) в 1910 году в семье мастеров-каменщиков. В восемь лет потерял отца, а потом и мать.
Трудовую деятельность он начал в 19 лет на железнодорожном депо, сначала в качестве токаря, а затем машинистом локомотива.
В 1937 году Алексан Алексанян был избран депутатом Верховного Совета СССР.
В 28 лет он был назначен членом Верховного Суда Армянской ССР, а в 1938 году постановлением от 1 октября он был назначен заместителем председателя Верховного Суда Армянской ССР. В 1943 году был призван в Советскую Армию и занял пост начальника штаба Украинского стрелкового полка.
После войны Алексан Алексанян вернулся на родину и занимал должность заместителя народного комиссара, затем министра юстиции Армянской ССР с 30 октября 1945 года по 20 марта 1952 года.
Министры юстиции Армянской ССР Г. Назарян и Г. Мегаворян отзывались об А. Алексаняне как о дисциплинированном, честном работнике, очень уважаемом в коллективе: «Он обладает любознательным характером и всегда стремится понять каждую деталь в судебных делах. Тратит много сил и времени на приобретение новых знаний и опыта. Не терпит недочетов».
17 марта 1952 года приказом Генерального прокурора СССР Г. Сафонова А. Алексанян был назначен прокурором Ленинаканского района. В течение почти 13 лет Алексанян занимал должность председателя Верховного суда Армянской ССР. 
Умер в 1991 году.